# Шандрук Олег Миколайович
Оле́г Микола́йович Шандру́к (нар. 30 січня 1983, Смига, Рівненська область) — український футболіст, захисник, нині головний тренер рівненського  «Вереса».

## Кар'єра гравця
Проходив навчання в спортивному інтернаті «Темп» (Шепетівка). Перший тренер — Євген Рибак.
У 2000 році розпочав футбольну кар'єру у «Волині», де в 17-річному дебютував за луцький колектив у Першій лізі у домашній грі проти МФК «Миколаїв (0:0)». Загалом у сезоні 2000/01 провів за команду 10 матчів. Після цього перспективного захисника запросили до донецького «Шахтаря». Утім зіграти бодай одну гру за основу донеччан так і не зумів, захищаючи в основному кольори третьої та другої команд.
На початку 2006 року перейшов до київського «Арсеналу», а 19 березня 2006 року дебютував у Вищій лізі в матчі проти сімферопольської «Таврії». Наступний сезон також провів у складі киян. 18 березня 2007 року у виїзній грі проти запорізького «Металурга» (1:2) забив перший гол у еліті українського футболу.
У червні 2007 року підписав 3-річний контракт з одеським «Чорноморцем», де провів наступні три сезони. Загалом зіграв за  «моряків» 67 матчів, у яких відзначився двома влучними ударами.
У червні 2010 року повернувся до складу «Волині». Утім вже після першого матчу, який завершився домашньою поразкою 0:4, клуб розірвав контракт з гравцем. У підсумку футболіст перейшов у ПФК «Севастополь», який виступав в УПЛ, кольори якого захищав упродовж двох років. У лютому 2012 року втретє повернувся до «Волині». Після закінчення сезону 2012/13 покинув луцький клуб і невдовзі завершив професійну кар'єру гравця.
Надалі грав за аматорські клуби «Рубін» (Донецьк) і ОДЕК.

## Кар'єра тренера
У 2015—2018 роках був головним тренером аматорського клубу ОДЕК. У червні 2018 року перейшов працювати в рівненський «Верес» як помічник головного тренера, згодом у серпні був призначений виконувачем обов'язків керманича команди, а 20 вересня того ж року офіційно став головним тренером клубу. Під його керівництвом «Верес» у тому сезоні став п'ятим у Групі А Другої ліги (12 перемог, 4 нічиї, 8 поразок, різниця м'ячів 24:23).
Після завершення сезону 2018/19 років залишив «Верес» і з 15 липня 2019 року очолив аматорський ФК «Малинськ». Згодом у 2020—2021 роках знову тренувавОДЕК.
У грудні 2021 року Олег Шандрук очолив юнацьку команду «Вереса U-19», а у травні 2023 року — дитячу футбольну академію клубу. 12 травня 2023 року знову став головним тренером першої команди «Вереса».
| Команда | Початок роботи | Завершення роботи | І  | В  | Н | П  | ЗМ | ПМ | %  |
| ------- | -------------- | ----------------- | -- | -- | - | -- | -- | -- | -- |
| «Верес» | 7 серпня 2018  | 10 червня 2019    | 24 | 12 | 4 | 8  | 24 | 23 | 50 |
| «Верес» | 12 грудня 2023 | н.ч.              | 16 | 5  | 5 | 6  | 20 | 22 | 31 |
| Загалом | Загалом        | Загалом           | 40 | 17 | 9 | 14 | 44 | 45 | 42 |